# Myospila melsetter
Myospila melsetter är en tvåvingeart som först beskrevs av John Otterbein Snyder 1953.  Myospila melsetter ingår i släktet Myospila och familjen husflugor.
Artens utbredningsområde är Zimbabwe. Inga underarter finns listade i Catalogue of Life.